# Ver para Crer
Ver para Crer foi um programa de televisão brasileiro e exibido pelo SBT entre 13 de fevereiro de 2006 e 5 de fevereiro de 2007.
O programa mostrava fatos curiosos que aconteceram pelo mundo. Na primeira fase, as reportagens eram feitas com dublagens da Univision. Depois, passou a ser um programa com a narração dos apresentadores.

## Apresentadores
- Analice Nicolau
- César Filho
- Celso Portiolli

## Audiência
O programa estreou com média de 7 pontos e 9% de share.